# Aglais parvipuncta
Aglais parvipuncta är en fjärilsart som beskrevs av Raynor 1909. Aglais parvipuncta ingår i släktet Aglais och familjen praktfjärilar. Inga underarter finns listade i Catalogue of Life.